# Dansk rock
Dette er en oversigt over dansk rocks udvikling, såvel rockbands som enkeltpersoner, der haft betydning for dansk rock.

## Rockens indtog i Danmark
I 1950'erne var det traditionel jazz, som var ungdommens foretrukne dansemusik i de mange jazzklubber over hele landet. Men i midten af årtiet fik enkelte unge fornemmelsen af noget nyt, som kom fra USA (oftest via England og Sverige). Hvad det var, stod ikke rigtig klart, men ligesom jazzen og senere hiphoppen var det mest nærliggende at opfatte det som en ny dans. Det gjorde bl.a. den kontroversielle danselærer Børge Kisbye (1912-66), der med sine dansearrangementer i Kødbyen gjorde rock 'n' roll til én blandt flere "forbudte" danse, som han kaldte det. Han arrangerede en større koncert den 4. oktober 1956 i KB Hallen, hvor sangerne Ib ”Rock” Jensen og Preben Uglebjerg optrådte sammen med kapelmestrene Ib Glindemann og Peter Plejl. Jensen var en begavet amatør, som Kisbye havde fundet ved en amatørkonkurrence på Kastrup Fort, mens Uglebjerg var en professionel skuespiller og entertainer.
Der var forventet uro omkring koncerten, derfor var politi og presse mødt op, men det forløb roligt indtil unge mennesker smed kanonslag, som var uddelt af en pressefotograf Ole Neesgaard, uden for hallen. Han var hyret at det amerikanske tv-selskab Telenews for at dække urolighederne, og han havde forberedt sig ved at medbringe kanonslag til at starte balladen. Og det virkede – der blev ballade. De to andre koncerter, der var planlagt, blev aflyst. Det følgende år var der over flere dage mere voldsomme rock 'n' roll-optøjer i København. Det skete i forbindelse med premieren på Bill Haley-filmen Rock Around the Clock. Aviserne gik selvfølgelig efter det sensationelle og koblingen til musikken, men i realiteten deltog kun de færreste biografgængere i optøjerne.

## De første plader
Det er svært at afgøre, om der er en "første" dansk rock 'n' roll plade. Ib ”Rock” Jensen medvirkede i et nummer i ABC-revyen i 1956, hvor han optrådte som en rock 'n' roll-sanger, der blev anholdt af to betjente spillet af Dirch Passer og Kjeld Petersen. På en måde parodierede han sig selv, men da nummeret samtidig blev udgivet på plade under titlen "Politi Rock" (med "Rock Me Mama" på b-siden), kunne man tydeligt høre hans entusiastiske måde at synge på. Man kan også hævde, at Preben Uglebjergs udgivelse af EP-pladen Rock ’n’ Roll i oktober 1956 var den første danske rock 'n' roll-plade. Pladen indeholdt blandt andet "Highland Rock" og en version af "Heartbreak Hotel", der med dansk tekst af Sejr Volmer-Sørensen blev til "Vi rokker os ikke". Men Uglebjerg synger som en professionel skuespiller og mangler Jensens entusiastiske drive. Endelig kan man hævde, at æren for den første danske rock 'n' roll-plade tilfalder Poul Verlis Sextet, der udgav det gamle "Big" Joe Turner nummer "Shake, Rattle and Roll" på EP'en Dancing for Teenagers i 1955, hvilket var samme år som Joe Turners udgivelse og før Elvis Presleys og Bill Haleys. I 1957 genindspillede Gustav Winkler "Vi rokker os ikke" som b-side til "Københavner-rock". Alle disse indspilninger viser en dansk underholdningsmusik et sted mellem jazz, dansemusik og rock 'n' roll. Det blev en ny generation af helt unge musikere med Melvis Rockband i spidsen, der langsomt begyndte at forstå og kunne spille rock 'n' roll i Nordamerikansk forstand.

## De første grupper og solister
Melvis Rockband blev dannet i 1956 af Ivan Haki Haagensen og spillede til forskellige amatørkonkurrencer omkring København. De indspillede deres første singler og en EP i 1959 for selskabet Crescendo uden at det blev de store hits. Der var mest tale om covers, men Haagensen bidrog selv med to sange. I 1960 blev gruppen reorganiseret under navnet Melvis and his Gentlemen og indspillede et mere underholdningspræget repertoire. The Crazy Rock Boys (1957-60) og The Ready Rock Boys (1957-59) blev begge populære på den københavnske ungdomsklub-scene og hos Kisbye i Dansehallen i Kødbyen. The Ready Rock Boys blev efterhånden til The Cliffters, et navneskift, der blev annonceret i en radiooptagelse på Radio Mercur. Gruppen skulle angiveligt have et bedre klingende navn og valgte The Cliffters, inspireret af forbilledet Cliff Richard og The Shadows.
Som Melvis foretrak solisten Niller (Nils-Erik Schovgaard) også den hårdere rock 'n' roll og fik udgivet et par singler i 1960, og teenage-duoerne Jan & Kjeld og Raketterne udgav også et par pladesider med rock 'n' roll-inspirerede fortolkninger. De efterhånden mange rock 'n' roll-relaterede indspilninger i de sidste år af 1950'erne viser, at flere danske musikere så småt tilegnede sig den ny musikstil, men da rock 'n' roll for alvor slog igennem i Danmark i 1958, var det den bløde rock. Man opfattede da musikken som pop, og den var båret frem af unge, mandlige stjerner som Peter Abrahamsen og Otto Brandenburg, der hentede inspiration fra engelske musikere som Tommy Steele og Cliff Richard.
På nogle måder blev rock 'n' roll i pressen forbundet med en ungdom, der kunne lide at lave ballade. Men i det store hele var billedet af ungdommen positivt. Nina og Frederik var bannerførere for en positiv og sund ungdom, og de fremstormende unge, mandlige solister passede også fint ind i billedet af popstjernen, der blev beundret af helt unge tilbedere, og skrevet om af ugebladene og formiddagspressen.

## Pigtråd
Mens solisterne overvejende fandt en vej mellem traditionel dansk underholdningsmusik og den nye pop fra England og USA, fortsatte traditionen for grupper bestående af unge mænd (fra arbejderklassen), der afsøgte et mere upoleret musikalsk udtryk. Fra 1963 skiftede forbillederne fra The Shadows til The Beatles og andre engelske grupper. Der var en ny lyd at efterligne, men denne gang gik det ret hurtigt med at tilegne sig den. Musikken blev omkring 1963 omtalt som pigtrådsmusik, angiveligt skulle begrebet associere til den fræsende lyd fra guitarerne. Blandt de mest fremtrædende grupper var Peter Belli & Les Rivals (1963-66), The Defenders (1962-68), Sir Henry & His Butlers (1963-84) samt The Hitmakers (1960-67). Pigtrådsgrupperne sprang ud over hele landet og de var utallige. Nogle blev i kælderen, mange spillede lokalt, og 10 til 20 grupper turnerede mere eller mindre.
Modsat de tidlige grupper blev flere af disse professionelle i den forstand at de mere eller mindre kunne leve af at spille på de mange dansesteder, der kom til i de år fra Strøget Jomfruburet, over Bakkens Place Pigalle til Frederiksbergs Hit House. Grupperne bevægede sig stilistisk fra en rå rhythm & blues til danske slagere. Det første forblev det mest populære på dansegulvene, mens det sidste ofte kunne høres på plade. Keld og the Donkeys (1962-80) udgivelse "Ved landsbyens gadekær" (1966) er et godt eksempel på det sidste. Det var en moderne udgave af en gammel schlager, og den solgte angiveligt over 100.000 eksemplarer. The Defenders udgave flere fjollede sange ("Der er lys lygten, lille mor" (1966) og "Jeg har aldrig fået noget" (1966)), som lagde sig i forlængelse af tidens humor og blev til hits.

## Beatmusik
Med de nye internationale signaler fra 1966 og frem begyndte pigtrådsscenen for alvor at blive splittet. Nogle forblev rhythm & blues dansemusikere med retning mod det danske schlagerfelt, mens andre (ofte fra næste generation) prøvede at tilegne sig den nye musik, der efterhånden blev kaldt beat. Steppeulvene blev prototypen på de nye bands. Både modemæssigt og stofmæssigt var de hippier, og musikalsk og tekstmæssigt lagde de sig op ad den elektriske Bob Dylan, ikke mindst i forsangeren Eik Skaløs efterligning af Dylans drævende sangforedrag. De eksisterede kun i 1967 men blev ikke desto mindre legendariske med deres ene lp HIP og pga. Skaløes selvmord i det følgende år i Østen. Andre bands fulgte hurtigt efter, mest markant Beefeaters (1965-71), Young Flowers (1967-70) og Savage Rose (1968-). Beefeaters holdt fast i rhythm & blues-inspirationen med den meget talentfulde Peter Thorup i spidsen. Young Flowers lagde sig i høj grad efter Cream og efterlignede Eric Claptons brug af wah-wah-pedalen og Jack Bruces distancerede sangforedrag Fx på "Oppe i træet" fra den første lp Blomsterpistolen. Men de fandt også en egen stemme, ikke mindst i de danske sangtekster. Savage Rose havde fra begyndelsen helt deres egen stil pga. medlemmernes meget forskellige musikalske baggrunde: De tre Koppel'er i kunstmusikken, trommeslageren Alex Riel i jazzen, og Anisette, Jens Rugsted og Flemming Osterman i poppen. Specielt komponisten Thomas Koppel havde ikke megen erfaring med den blues og Rhythm & Blues, som var baggrund for meget af tidens beat, men brugte akkorder og melodier, der var helt hans egne.
Forbindelsen til jazzmiljøet blev tættere, og en del af de yngre, eksperimenterende jazzmusikere så den ny beat som en spændende udfordring. Alex Riel (Savage Rose), Peter Ingemann (Young Flowers) samt flere af medlemmerne fra The Maxwells (1963-70) og Burnin' Red Ivanhoe (1967-72) bevægede sig fra jazz til beat og bidrog med nogle ekstra dimensioner i sammenspil, rytmisk fornemmelse og improvisationsspil. Alrune Rod (1969-75) var mindre afhængige af blues og udviklede deres frie improvisationer i forskellige retninger, mens Ache (1968-71) med inspiration fra klassisk musik arbejdede med en mere gennemkomponeret beatmusik, hvor det elektriske orgels lyd spillede en stor rolle.
En lang række af de lp'er, som tegnede dansk rock i guldalderen er blevet udgivet på CD i samlingen Dansk Rock Historie 1965-1978.

## Subkulturernes indtog
I starten af 1970'erne voksede aktiviteterne voldsomt. Der blev flere og flere grupper og paletten af stikarter blev stadig bredere. Mens nogle grupper fortsatte med den improviserede beatmusik, gik andre i retning af en egentlig jazz-rock fusion (Secret Oyster), og andre igen arbejdede med en politisk bevidst beatmusik. Samtidig fik dele af beaten en bredere popularitet der ledte hen mod rockmusik som den musikalske hovedstrømning i Danmark.
Ovenstående grupper var nok alle i en eller anden forstand venstreorienterede uden at skilte med det. Andre nye grupper understregede dog deres politiske engagement, ofte i tilknytning til Danmarks Kommunistiske Parti. Røde Mor var et eksempel på dette.
Enkelte bands, med Gasolin og Gnags i spidsen havde et bredere publikum, mens det var f.eks. Culpeper's Orchard, Midnight Sun, Jomfru Ane Band og Bifrost, der tegnede rockmusikken, som nu var klart afgrænset fra de genrer, disko og pop, som vandt frem på de mange diskoteker.[kilde mangler]
Roskilde festivalen formåede dog at forene de forskellige ungdomskulturer i nogle dage hver sommer.
I 1970-erne skiftede rockmusikken til at være mere dansk, selv om dette hovedsagelig skyldes sangens sprog og den måde, den passer ind i den nationale dagsorden. De mest succesrige var Gasolin', Shu-Bi-Dua, Sebastian, Anne Linnet, Gnags, TV-2 og senere Magtens Korridorer. Kim Larsen, der havde spillet med Gasolin', fortsatte med en meget succesfuld solistkarriere, mens Sebastian har komponeret en række succesfulde musicaler til teater og film. Også Anne Linnet opretholdt sin popularitet i Danmark i årtier.

## Techno og New wave alderen
I slutningen af 1970'erne lod de mest fremtrædende danske rockgrupper sig i stigende grad inspirere udefra, bl.a. af techno og new wave. Malurt, Kliché og TV2 benyttede sig ganske vist af danske tekster, men havde en udpræget international lyd.[kilde mangler]
Tomrummet efter det i 1979 opløste Gasolin blev også udfyldt af Sort Sol, og i løbet af 1980'erne fik heavy metal også en betydning for den danske rockscene med Mercyful Fate og Pretty Maids som nogle af de kendteste repræsentanter for genren.
D-A-Ds debutalbum Call of the Wild blev udgivet i 1986 med den karakteristiske Ccwpunk sound, men bandet skiftede stil til en Def Leppard-inspireret pop metal afvekslende med afstikkere til den lidt hårdere heavy metal-genre, f.eks. på Riskin' It All fra 1991.[kilde mangler]
Indtil årtusindeskiftet havde få danske rockgrupper haft succes uden for Danmark. En undtagelse var D-A-D, der fik et hit med "Sleeping My Day Away" i begyndelsen af 1990-erne. Siden er der dog i takt med Music Export Denmark-initiativet flere rockband som i stigende grad har slået igennem internationalt. Disse omfatter Mew, Iceage, Volbeat, Kashmir, The Raveonettes og The Blue Van.

## DM i Rock
I 1990 startede DM i rock på initiativ af Rasmus Nøhr, bl.a. med det formål at fremme kendskabet til stilskabende grupper. Det var dog kun vinderne fra 1993, Dizzy Mizz Lizzy, der formåede at nå det brede publikum. Andre gennembrud kom for The Sandmen og Big Fat Snake, som dog var startet i 1980'erne ligesom Dizzy Mizz Lizzy, mens Kashmir, Psyched Up Janis og Mew var ægte 1990'er grupper. Sort Sol, Gnags, TV2 og D-A-D konsoliderede deres position blandt de mest populære bands, og var blandt de mest aktive ved de grønne koncerter.[kilde mangler]
Det var dog især popmusikkens årti med bl.a. Danseorkestret, Dodo and the Dodos og den internationale succes Aqua som de mest iørefaldende.[kilde mangler]

## Roskildefestivalen
Roskildefestivalen, der afholdes i Roskilde siden 1971, har fremmet rocken i Danmark. Festivalen er den næststørste i Europa, og billetsalget normalt løber fra 70.000 til 100.000 stykker. Festivalen har fremhævet mange fremtrædende kunstnere (hovedsageligt rock), som Nirvana, Guns N' Roses, Slipknot, Kings of Leon, U2, Bob Dylan, Black Sabbath og Green Day. Der er også lagt vægt på verdensmusik, alternativ Genrer og dansk musik på festivalen. I 2000 blev festivalen ramt af en ulykke under en Pearl Jam-koncert, hvor ni mennesker blev knust af de vilde skarer, hvilket har gjort sikkerhed til et primært problem for de følgende festivaler. Festivalen har ikke haft yderligere hændelser af den slags.

## Vigtige danske rockmusikere
Enkeltpersoner der har været vigtige for den danske rocks udvikling som komponist, sangskriver, producer eller musiker, men som ikke er med i de vigtige grupper i tidslinjen, er Sebastian, C.V. Jørgensen og Johnny Madsen og The Floor is Made of Lava.